# Переднесення хреста
Піднесення хреста — в православній традиції - привілей предстоятеля церкви (у ряді випадків та інших архієреїв) на несення перед ними під час урочистих церемоній і на богослужіннях розп'яття (передносного хреста).
У Російській церкві піднесення хреста перед патріархом запроваджено під час церковної реформи патріарха Никона. Під час суду над ним в 1666 вже після першого засідання церковного собору йому заборонили носити перед собою хрест, що стало першим знаком позбавлення його первосвятительського сану.
У сучасній Російській церкві згідно з Положенням про богослужбово-ієрархічні нагороди Російської православної церкви:
Правом проголошення хреста за богослужіннями володіють Святіший Патріарх Московський і всієї Русі і Блаженніший митрополит Київський і всієї України (в межах України).
На Архієрейському соборі 2011 дане положення було доповнено: як вищу ієрархічну нагороду «за волею та указом Святішого Патріарха Московського і всієї Русі» правом переднесення хреста за богослужіннями можуть бути удостоєні, в межах своїх наділів, митрополити, що мають право носити дві панагії.
Правом переднесення хреста за особливі заслуги нагороджувалися: Ісидор (Микільський), Володимир (Богоявленський), Питирим (Вікнов), Сергій (Страгородський) (1932), Никодим (Ротов), Філарет (Вахромєєв), Ювеналій (Поярков).